# ويلر (لاعب كرة قدم)
ويلر (بالبرتغالية: Willer Souza Oliveira‏) هو لاعب كرة قدم برازيلي في مركز الهجوم، ولد في 18 نوفمبر 1979 في Aldeias Altas ‏ في البرازيل. لعب مع أنجي محج قلعة واستقلال دوشنبه وإنديبندينتي ودينامو بريانسك ولوخ إينيرجيا فلاديفوستوك ونادي أتلتيكو فيروفياريو ونادي سودوفا ماريامبوله ونادي فورتاليزا.

## وصلات خارجية
- ويلر (لاعب كرة قدم) على موقع قاعدة بيانات كرة القدم.إي يو (الإنجليزية)
- ويلر (لاعب كرة قدم) على موقع Soccerway.com (الإنجليزية)
- ويلر (لاعب كرة قدم) على موقع عالم كرة القدم.نت (الإنجليزية)